# Żółtańce
Żółtańce (prononciation : [ʐuu̯ˈtaɲt͡sɛ]) est un village polonais de la gmina de Chełm dans le powiat de Chełm de la voïvodie de Lublin dans l'est de la Pologne.
Il se situe à environ 3 kilomètres à l'ouest de Pokrówka (siège de la gmina), 8 kilomètres au sud-ouest de Chełm (siège du powiat) et 62 kilomètres à l'est de Lublin (capitale de la voïvodie).

## Histoire

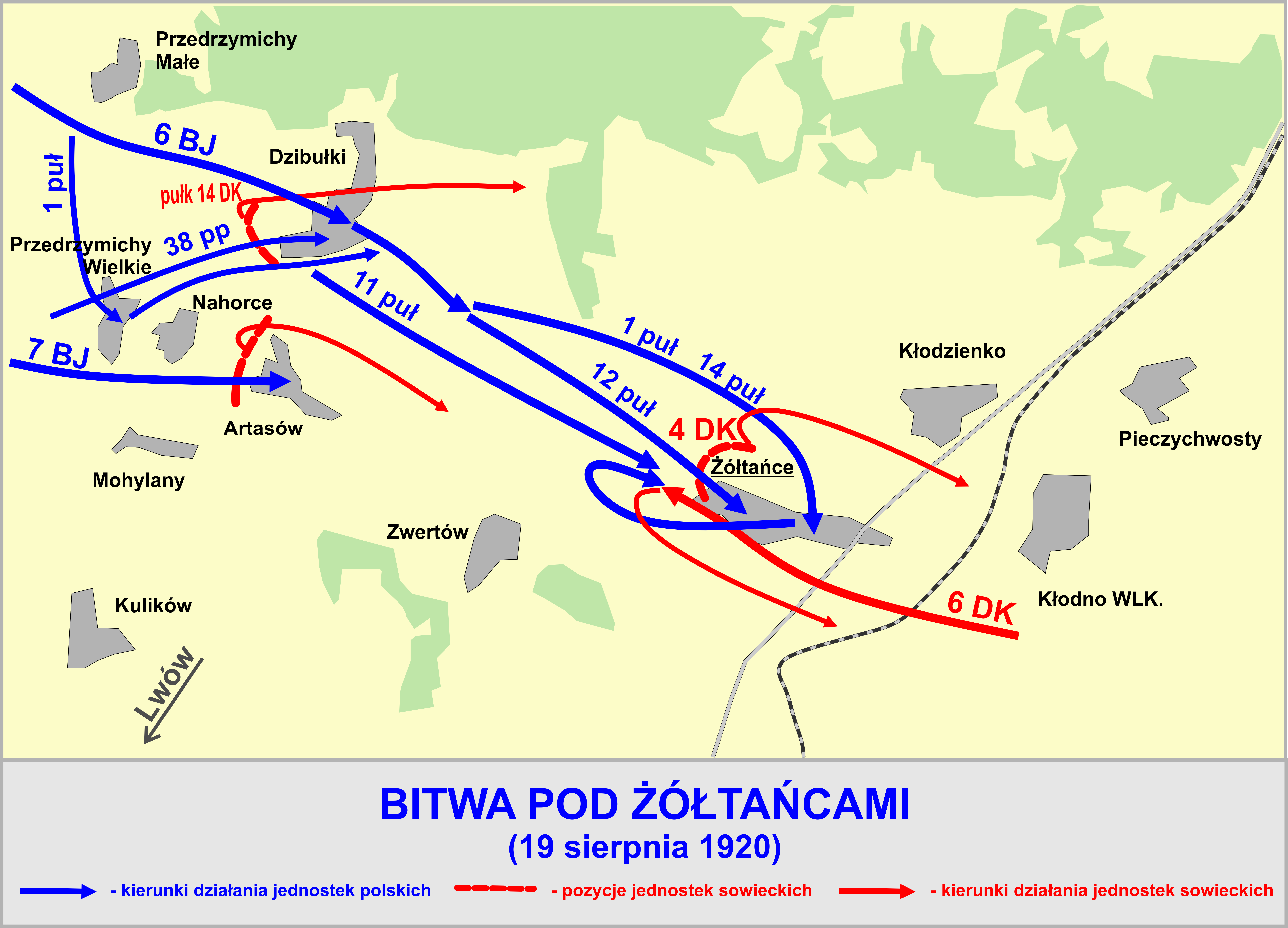
Schéma du déroulement de la bataille de Żółtańce.

Le 19 aout 1920 a lieu à proximité une bataille de la guerre soviéto-polonaise.
De 1975 à 1998, le village est attaché administrativement à la voïvodie de Chełm.

Depuis 1999, il fait partie de la voïvodie de Lublin.